# Wandrille de Guerpel
Wandrille de Guerpel est un journaliste et essayiste français. Il a enquêté sur les mécanismes de financement des « idéologies progressistes » en France. Il a soutenu Éric Zemmour lors des élections présidentielles de 2022.  

## Biographie
Après des études au Lycée Hoche de Versailles et à la Faculté libre de Droit et d'éco-gestion de Paris, il rejoint Éric Zemmour dont il soutient la candidature à l'élection présidentielle de 2022.
Wandrille de Guerpel est journaliste pour le magazine L'Incorrect, journal fondé par Jacques de Guillebon et Arthur de Watrigant. Il aborde des sujets liés à la politique, la société et la culture. Son travail se distingue par une approche critique des courants idéologiques contemporains et une volonté de dévoiler les structures financières qui les sous-tendent.
En 2023, il coécrit avec Emmanuel Rechberg l'ouvrage intitulé Le Vrai Coût du progressisme, publié aux éditions de L'Artilleur. Cette enquête, fruit de deux années d'investigation, analyse les circuits de financement publics et privés qui soutiennent la diffusion des idées progressistes dans divers secteurs de la société française, notamment les associations, les médias et les institutions.
En 2024, il a effectué un bref passage à la rédaction de Valeurs actuelles. Au même moment, il est régulièrement invité sur les plateaux de CNEWS pour commenter l'actualité politique.

## Travaux et publications
En mars 2023, il organise un débat intitulé "Les jeunes coupent le cordon" dans les pages de L'Incorrect entre ses amis Stanislas Rigault, Guilhem Carayon et Pierre-Romain Thionnet qui trouve un écho médiatique important. Avant même sa publication, l'entretien est devenu polémique.
Connu pour être proche des idées de Marion Maréchal, il relatera le divorce politique de cette dernière avec le parti Reconquête d'Éric Zemmour lors de la dissolution de l'Assemblée nationale en juin 2024.
Dans Le Vrai Coût du progressisme, les auteurs estiment que le financement annuel des idées progressistes en France s'élève à environ 7,8 milliards d'euros, un chiffre qui dépasse probablement 80 milliards d'euros à l'échelle mondiale. Ils mettent en lumière la contribution de diverses sources, telles que des subventions publiques, des fondations étrangères et des entreprises du CAC 40, au soutien de ces idéologies.
En décembre 2024, il publie une tribune dans Le Figaro intitulée Un an après la mort de Patrick Buisson, relisons La Cause du peuple , rendant hommage à l'intellectuel conservateur et analysant ses contributions au débat public français.